# Sulcia inferna
Espèce
Sulcia inferna est une espèce d'araignées aranéomorphes de la famille des Leptonetidae.

## Distribution
Cette espèce est endémique de Croatie. Elle se rencontre dans l'île de Hvar.

## Publication originale
- Kratochvíl, 1938 : Étude sur les araignées cavernicoles du genre Sulcia nov. gen. Práce Moravské prírodovedecké spolecnosti, vol. 11, no 3, p. 1-25.